# Rhyacophila pascoei
Rhyacophila pascoei is een schietmot uit de familie Rhyacophilidae. De soort komt voor in het Palearctisch gebied.